# Sur le voilier
Sur le voilier (en allemand : Auf dem Segler) est un tableau du peintre allemand Caspar David Friedrich, réalisé vers 1819 et exposé au Musée de l'Ermitage de Saint-Pétersbourg.

## Description
Un couple est assis main dans la main sur la proue d'un voilier. Leur regard est fixé sur une ville dont on aperçoit les maisons et les clochers à travers la brume. L'homme porte un costume traditionnel. La ligne d'horizon est située au premier tiers en bas du tableau. Les personnages sont probablement  Caroline Bommer, la femme de Friedrich et Friedrich lui-même.

## Interprétation
Le motif du bateau est issu de la tradition iconographique chrétienne : l'existence humaine est un voyage entre l'ici-bas et l'au delà.Ce tableau montre une nature vaste et étendue. La revendication de liberté politique est illustrée par le costume de l'homme : une veste qui arrive à mi cuisse, une toque de velours sur des cheveux mi-longs. Ce costume propagé par Arndt au cours des guerres de libération a été adopté  plus tard par les associations estudiantines. 

## Historique
Le futur tsar Nicolas Ier a probablement acheté le tableau en 1820  alors qu'il rendait visite à Friedrich dans son  atelier à Dresde.